# Correia Pinto (ort)
Correia Pinto är en ort i Brasilien.   Den ligger i kommunen Correia Pinto och delstaten Santa Catarina, i den södra delen av landet, 1 300 km söder om huvudstaden Brasília. Correia Pinto ligger 838 meter över havet och antalet invånare är 13 752.
Terrängen runt Correia Pinto är huvudsakligen platt, men västerut är den kuperad. Correia Pinto ligger nere i en dal. Det finns inga andra samhällen i närheten.
I omgivningarna runt Correia Pinto växer huvudsakligen savannskog. Runt Correia Pinto är det ganska glesbefolkat, med 25 invånare per kvadratkilometer.